# Герд (міфологія)
Герд, Герда (давньоскан. Gerðr; англ. Gerdhr, Gerd, Gerda, Gerdur; норв. Gerd; швед. Gerd; ісл. Gerður) — дуже красива крижана велетунка та володарка всіх річок, озер та водоспадів Йотунгейму в давньоскандинавській міфології. Дочка морського велетня Гюміра. Кохана, а після тривалих коливань — дружина бога плодючості Фрейра. У міфах згадується місце (гай), де вони вперше зустрілися. Мешкає разом з ним в Асгарді.
На честь Герди названо астероїд 122 Герда, відкритий 1872 року.